# Dél-Afrika államelnöke
A Dél-afrikai Köztársaság államelnöke (afrikaans nyelven: Staatspresident) 1961 és 1994 között volt Dél-Afrika államfője. 
Amikor az ország 1961-ben köztársasággá vált, és mind az uralkodói posztot (ezt II. Erzsébet töltötte be 1961-ig), mind a főkormányzói posztot (C. R. Swart későbbi államelnök volt az utolsó főkormányzó) eltörölték, ezért szükség volt egy új államfői tisztség létrehozására. 1961 és 1984 között a poszt nagyrészt ceremoniális volt, az államelnök de facto semmilyen hatalommal nem rendelkezett. Az 1983-ban és 1984-ben életbe lépett alkotmányos reformok után az államelnöki poszt nagyban kiegészült, a megszűnt miniszterelnöki pozíció feladatköreit gyakorlatilag beleolvasztották az államelnökébe. 
A hivatalt 1994-ben, az apartheid végével és a többségi uralomra való átállással megszüntették. Azóta az államfőt egyszerűen Dél-Afrika elnökének nevezik.

## Ceremoniális államelnöki korszak

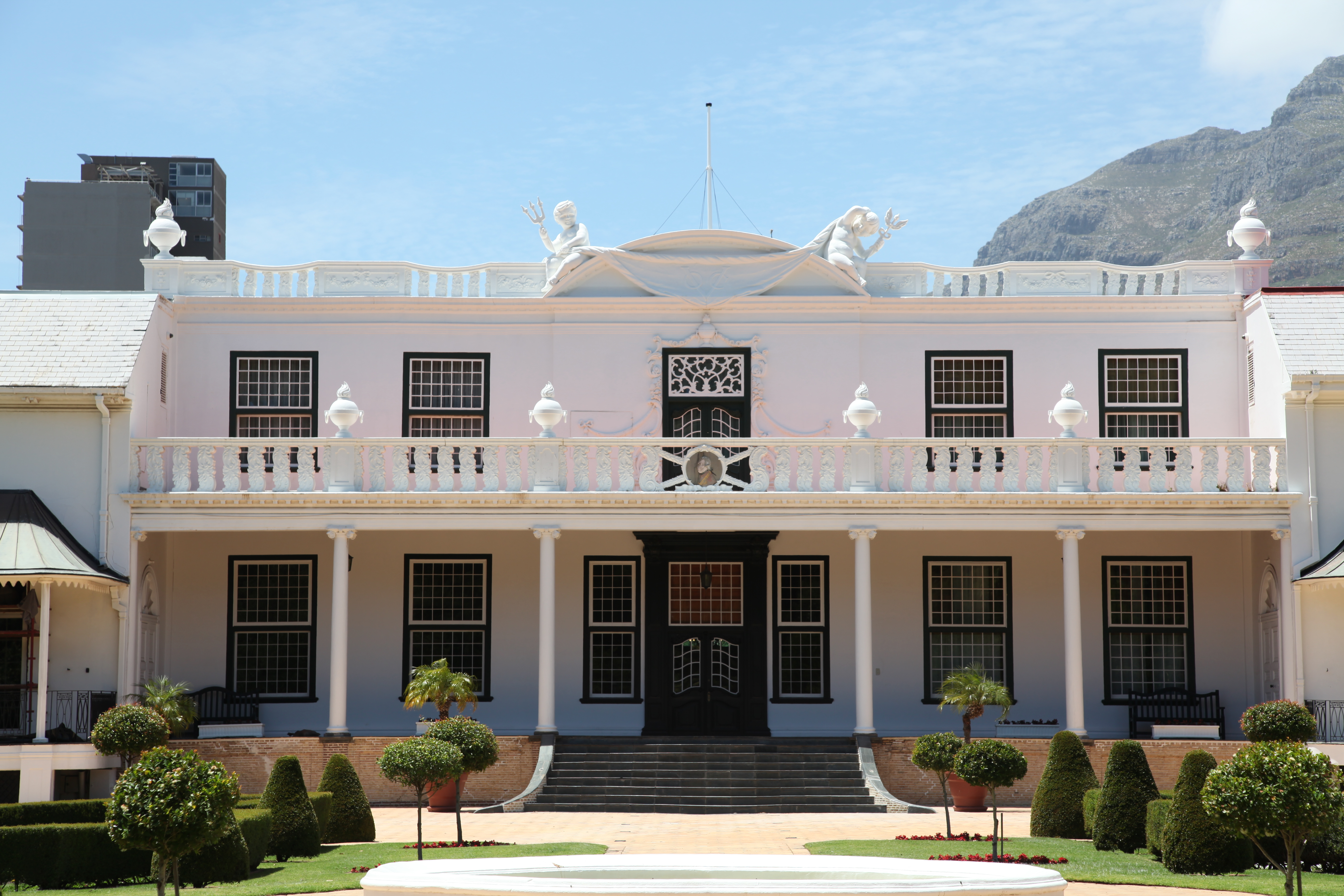
A Tuynhuys, az államelnök hivatala

A republikanizmus már régóta a kormányzó Nemzeti Párt fő irányzata volt. Azonban csak 1960-ban, 12 évvel hatalomátvétele után tudott népszavazást tartani ebben a kérdésben. A fehér választók szűk többsége – 52 százaléka – a monarchia felszámolása és Dél-Afrika köztársasággá nyilvánítása mellett voksolt.
A Dél-afrikai Köztársaságot 1961. május 21-én kiáltották ki. Május 31-én Charles Robberts Swart, az utolsó főkormányzó letette a hivatali esküt, így ő lett a Dél-afrikai Köztársaság első államelnöke. Az „államelnök” címet eredetileg a búr köztársaságok államfőjére használták, és hozzájuk hasonlóan az államelnökök is a köztársaság címerével ellátott, vállon átvetett szalagot viselték. A Dél-afrikai Parlament hét évre választotta meg őket, és nem volt jogosultságuk újraválasztáson indulni.
A Nemzeti Párt először nem a  végrehajtó elnöki poszt mellett döntött, ehelyett minimalista és ceremoniális feladattal látta el az államelnököt, ezt így mint "megbékítő gesztus"-t prezentálták az angolul beszélő fehérek számára, akik ellenezték a köztársaságot, és monarchiapártiak voltak. Így az államelnök csak ünnepélyeken vett részt, egyezményeket írt alá, persze mindig a kabinet és a miniszterelnök jóváhagyásával.

## Végrehajtó államelnöki korszak
Az alkotmányos reformokat követően, 1984-ben az államelnöki hivatal az Egyesült Államokhoz hasonlóan végrehajtó poszt lett. A miniszterelnöki posztot megszüntették, jogköreit összevonták az államelnökével.  Az utolsó miniszterelnököt, P. W. Bothát választották meg első végrehajtó államelnöknek. Az államelnököt ezentúl a háromkamarás parlament tagjai közül egy 88 tagból álló választótestület szavazta meg – 50 fehér, 25 kleuringe (kevert etnikumú) és 13 indiai. Az elnökválasztó testület tagjait a háromkamarás parlament megfelelő, fajilag elkülönített házai – a Nemzetgyűlés, a Képviselőház és a Delegáltak Háza – választották meg. Az államelnöki terminus hosszát egy parlamenti ciklus hosszához kötötték.
Botha 1989-ben lemondott, utódja F. W. de Klerk lett.

## Az apartheid után
Dél-Afrika első, 1994-ben elfogadott, nem faji alapú alkotmánya értelmében az államfőt (és kormányfőt) egyszerűen elnöknek nevezik. A köztársaság 1961-es kikiáltása óta azonban a legtöbb nem dél-afrikai forrás az államelnököt egyszerűen „elnökként” emlegette. Az Afrikai Nemzeti Kongresszus vezetője, Nelson Mandela 1994. május 10-én tette le elnöki esküjét.

## Az államelnökök listája
Politikai pártok
- Nemzeti Párt

| #                                    | Portré                    | Név                                            | Terminus                                                | Terminus                                                | Párt                      | Megválasztva              |
| #                                    | Portré                    | Név                                            | Kezdete                                                 | Vége                                                    | Párt                      | Megválasztva              |
| Ceremoniális államelnökök            | Ceremoniális államelnökök | Ceremoniális államelnökök                      | Ceremoniális államelnökök                               | Ceremoniális államelnökök                               | Ceremoniális államelnökök | Ceremoniális államelnökök |
| ------------------------------------ | ------------------------- | ---------------------------------------------- | ------------------------------------------------------- | ------------------------------------------------------- | ------------------------- | ------------------------- |
| 1                                    |                           | Charles Robberts Swart (1894–1982)             | 1961. május 31.                                         | 1967. május 31.                                         | Nemzeti Párt              | 1961                      |
| -                                    |                           | Theophilus Ebenhaezer Dönges (1898–1968)       | Megválasztották, de betegség miatt nem lépett hivatalba | Megválasztották, de betegség miatt nem lépett hivatalba | Nemzeti Párt              | 1967                      |
| -                                    |                           | Jozua François Naudé (1889–1969) Ideiglenesen  | 1967. június 1.                                         | 1968. április 10.                                       | Nemzeti Párt              | —                         |
| 2                                    |                           | Jacobus Johannes Fouché (1898–1980)            | 1968. április 10.                                       | 1975. október 9.                                        | Nemzeti Párt              | 1968                      |
| -                                    |                           | Johannes de Klerk (1903–1979) Ideiglenesen     | 1975. október 9.                                        | 1975. október 19.                                       | Nemzeti Párt              | —                         |
| 3                                    |                           | Nicolaas Johannes Diederichs (1903–1978)       | 1975. október 19.                                       | 1978. augusztus 21. (Hivatalban meghalt)                | Nemzeti Párt              | 1975                      |
| -                                    |                           | Marais Viljoen (1915–2007) Ideiglenesen        | 1978. augusztus 21.                                     | 1978. október 10.                                       | Nemzeti Párt              | —                         |
| 4                                    |                           | Balthazar Johannes Vorster (1915–1983)         | 1978. október 10.                                       | 1979. június 4. (Lemondott)                             | Nemzeti Párt              | 1978                      |
| 5                                    |                           | Marais Viljoen (1915–2007)                     | 1979. június 4.                                         | 1979. június 19.                                        | Nemzeti Párt              | –                         |
| 5                                    | 1979. június 19.          | Marais Viljoen (1915–2007)                     | 1984. szeptember 3.                                     | 1979                                                    | Nemzeti Párt              |                           |
| Végrehajtó államelnökök ( 1984–1994) |                           |                                                |                                                         |                                                         |                           |                           |
| 1                                    |                           | Pieter Willem Botha (1916–2006)                | 1984. szeptember 3.                                     | 1984. szeptember 14.                                    | Nemzeti Párt              | –                         |
| 1                                    | 1984. szeptember 14.      | Pieter Willem Botha (1916–2006)                | 1989. augusztus 15. (Lemondott)                         | 1984                                                    | Nemzeti Párt              |                           |
| -                                    |                           | Jan Christiaan Heunis (1927–2006) Ideiglenesen | 1989. január 19.                                        | 1989. március 15.                                       | Nemzeti Párt              | –                         |
| 2                                    |                           | Frederik Willem de Klerk (1936–2021)           | 1989. augusztus 15.                                     | 1989. szeptember 10.                                    | Nemzeti Párt              | –                         |
| 2                                    | 1989. szeptember 20.      | Frederik Willem de Klerk (1936–2021)           | 1994. május 10.                                         | 1989                                                    | Nemzeti Párt              |                           |

## Fordítás
- Ez a szócikk részben vagy egészben  a   Staatspresident van Suid-Afrika című afrikaans Wikipédia-szócikk ezen változatának fordításán alapul.  Az eredeti cikk szerkesztőit annak laptörténete sorolja fel. Ez a jelzés csupán a megfogalmazás eredetét és a szerzői jogokat jelzi, nem szolgál a cikkben szereplő információk forrásmegjelöléseként.
- Ez a szócikk részben vagy egészben  a   State President of South Africa című angol Wikipédia-szócikk ezen változatának fordításán alapul.  Az eredeti cikk szerkesztőit annak laptörténete sorolja fel. Ez a jelzés csupán a megfogalmazás eredetét és a szerzői jogokat jelzi, nem szolgál a cikkben szereplő információk forrásmegjelöléseként.